# Она и он
«Она и он» (яп. 彼女と彼, канодзё то карэ; англ. She and He) — фильм-драма режиссёра Сусуму Хани, одного из ведущих мастеров новой волны японского кино 1960-х годов. Одна из ключевых работ постановщика, снятая в 1963 году, в которой показана жизнь женщины из среды среднего класса, внезапно осознавшей свою отчуждённость от окружающего мира. Актриса Сатико Хидари за исполнение главной роли в этой киноленте признана лучшей актрисой XIV Международного кинофестиваля в Западном Берлине (1964), также удостоена кинопремий «Голубая лента», «Кинэма Дзюмпо» и «Майнити».

## Сюжет
В одной из квартир блочной многоэтажки томится от бессонницы молодая женщина. За окном их квартиры всполохи пожара, женщина будит мужа. Но он, выглянув в окно и увидев, что это горят всего лишь трущобы, в которых обитают бездомные, бродяги и старьёвщики, спокойно ложится спать дальше. Но Наоко, так зовут героиню фильма, это не может не беспокоить. На следующее утро, проводив мужа на работу, она отправляется на пепелище. Здесь она обнаруживает слепую девочку и знакомится со старьёвщиком Иконой, приютившем эту малышку у себя и ухаживающим за ней. Как оказалось, этот старьёвщик является бывшим однокурсником по университету её мужа Эйити. Икона обрёл смысл жизни здесь, заботясь о слепой девочке и бездомном псе. И мир героини, ранее ограниченный квартирой, кухней, хозяйством, прачечной, покупками, вдруг раздвигается. Женщина пытается помочь Иконе и его девочке, но общего языка они найти не могут. Для Иконы важно жить вне общества, не зависеть от него и он отвергает её помощь. Он не понимает, что заботясь о нём, Наоко сама пытается найти опору в жизни. Не понимает её поступков и нравственных мук и супруг, который удобно устроился в жизни, его не трогают чужие проблемы, его волнуют только служба, дом и отчасти жена.
Пустырь, на котором ещё недавно были лачуги обездоленных, отводится под площадку для игры в гольф. Пепелище расчищают бульдозеры, полицейские прогоняют бедных погорельцев. В финальных кадрах — вновь знакомая квартира. Та же супружеская постель. Безмятежно спящий муж. А рядом, широко раскрыв глаза, лежит она. В глазах — мучительный вопрос: как жить?

## В ролях
- Сатико Хидари — Наоко Исикава
- Кикудзи Ямасита — Икона
- Эйдзи Окада — Эйити Исикава
- Акио Хасэгава — мальчик из прачечной
- Ёсими Хирамацу — Накано
- Сэцуко Хорикоси — старушка из книжного магазина
- Таканобу Нодзуми — доктор
- Хироми Итида — Нурсэ
- Марико Игараси — слепая девочка
- Хиро Касаи — парень из трущоб
- Сюдзи Кавабэ — детектив
- Тосиэ Кимура — Сасаки
- Масакадзу Куваяма — хозяин прачечной

«…Картина называется «Она и он». Как поэтически замечал когда-то Михаил Трофименков, касательно названия ленты Трюффо «Жюль и Джим», где режиссёр игнорирует имя третьего равного участника любовных интриг – Катрин в исполнении Жанны Моро: «Катрин – это псевдоним; под ним скрывается сама женственность, текучая и жестокая». Так и у Хани, Она – героиня Наоко, Он – не муж, и не бродяга, а весь циничный и циркулярный мир мужчин, мир гладко выбритых ремесленников выстроивших бетонную городскую цивилизацию и навязавших свою плоскую папину мораль. Стены у Хани – прямая метафора межклассовых барьеров, квартиры – саркофаги женской молодости, или, как говорил Ричард Келли в своем недавнем фильме, – коробки. Сама Наоко во время одного из ночных постельных диалогов с мужем сравнит пребывание в квартире с пребыванием внутри горы».

## Премьеры
— 18 октября 1963 года состоялась национальная премьера фильма в Токио.
 — европейская премьера фильма состоялась в июне 1964 года на 14-м МКФ в Западном Берлине.
 — в США фильм демонстрировался с июня 1967 года.

## Награды и номинации
14-й Берлинский международный кинофестиваль (1964)
- приз за лучшее исполнение женской роли — Сатико Хидари.
- приз OCIC Award.
- приз лучшей игровой киноленте для молодёжной аудитории.
- номинация на главный приз «Золотой берлинский медведьь».

Премия «Голубая лента» (1964)
- Премия за лучшее исполнение женской роли — Сатико Хидари.

Премия журнала «Кинэма Дзюмпо» (1964)
- Премия за лучшее исполнение женской роли — Сатико Хидари.

Кинопремия «Майнити» (1984)
- Премия за лучшее исполнение женской роли — Сатико Хидари.